# Harold Budd
Harold Montgomery Budd (ur. 24 maja 1936 w Los Angeles, zm. 8 grudnia 2020 w Arcadii) – amerykański muzyk reprezentujący styl awangardowy oraz ambient. Ponadto poeta.
Wraz z zespołem U2 nagrał piosenkę „Cedars of Lebanon”, która znalazła się później na albumie U2 No Line on the Horizon.
Współpracował też z zespołem Cocteau Twins (płyta The Moon and the Melodies).
Zmarł na COVID-19.

## Dyskografia
- The Pavilion of Dreams (1978 Editions EG, EEGCD 30-2)
- The Plateaux of Mirror z Brianem Eno (1980 Editions EG, CAROL 1549-2)
- The Serpent (In Quicksilver)/Abandoned Cities (1981 Warner Bros., 26025)
- The Pearl z Brianem Eno (1984 Editions EG, CAROL 1521-2)
- The Moon and the Melodies z Cocteau Twins (1986 Relativity/4AD, 8143)
- The White Arcades (1988 Opal/Warner Bros., 25766-2)
- Lovely Thunder (1986 Editions EG, CAROL 1567-2)
- By the Dawn’s Early Light (1991 Opal/Warner Bros., 9 26649-2)
- Music For 3 Pianos z Rubenem Garcią i Danielem Lentzem; (1992 Gyroscope/Caroline, CAROL 6603-2)
- Through the Hill z Andym Partridgem (1994 Gyroscope/Caroline, CAROL 6608)
- She Is A Phantom z Zeitgeist (1994 New Albion, NA066)